# Alcochera aequalis
Alcochera aequalis là một loài tò vò trong họ Ichneumonidae.